# Мальцевка (Беловский район)
Мальцевка — деревня в Беловском районе Курской области. Входит в Ильковский сельсовет.

## География
Деревня находится на реке Илёк в бассейне Псла, в 96 км к юго-западу от Курска, в 13,5 км к юго-западу от районного центра — Белая, в 2 км от центра сельсовета — Илек.
Климат
Мальцевка, как и весь район, расположен в поясе умеренно континентального климата с тёплым летом и относительно тёплой зимой (Dfb в классификации Кёппена).

## Население
| 2002 | 2010 |
| ---- | ---- |
| 48   | ↘18  |

## Инфраструктура
Личное подсобное хозяйство. В деревне 20 домов.

## Транспорт
Мальцевка находится в 3,5 км от автодороги регионального значения 38К-001 (Белая — Мокрушино — граница Белгородской области), в 1 км от автодороги межмуниципального значения 38Н-014 (38К-001 — Илек), в 1 км от автодороги 38Н-015 (38Н-014 — Марьин), в 8 км от ближайшего ж/д остановочного пункта 94 км (линия Льгов I — Подкосылев).
В 75 км от аэропорта имени В. Г. Шухова (недалеко от Белгорода).